# Baldassare Galuppi

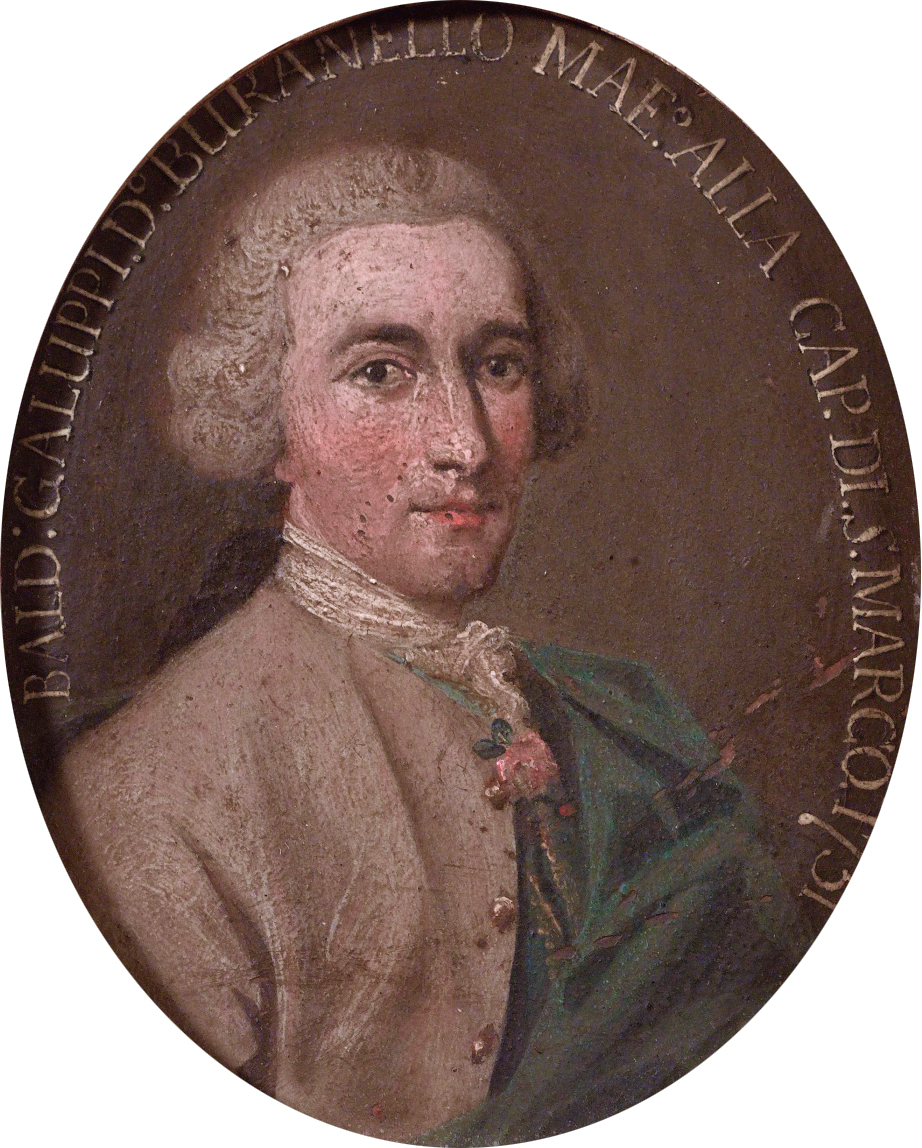
Galuppi, venezianischer Maler, 1751

Baldassare Galuppi (* 18. Oktober 1706 in Burano bei Venedig; † 3. Januar 1785 in Venedig) war als italienischer Komponist von zentraler Bedeutung für die Entwicklung der opera buffa seiner Zeit, aber auch einer der wichtigsten Vertreter der opera seria. Nach seinem Geburtsort wurde er auch als il Buranello oder unter der venezianischen Form seines Vornamens Baldissara bezeichnet.

## Leben

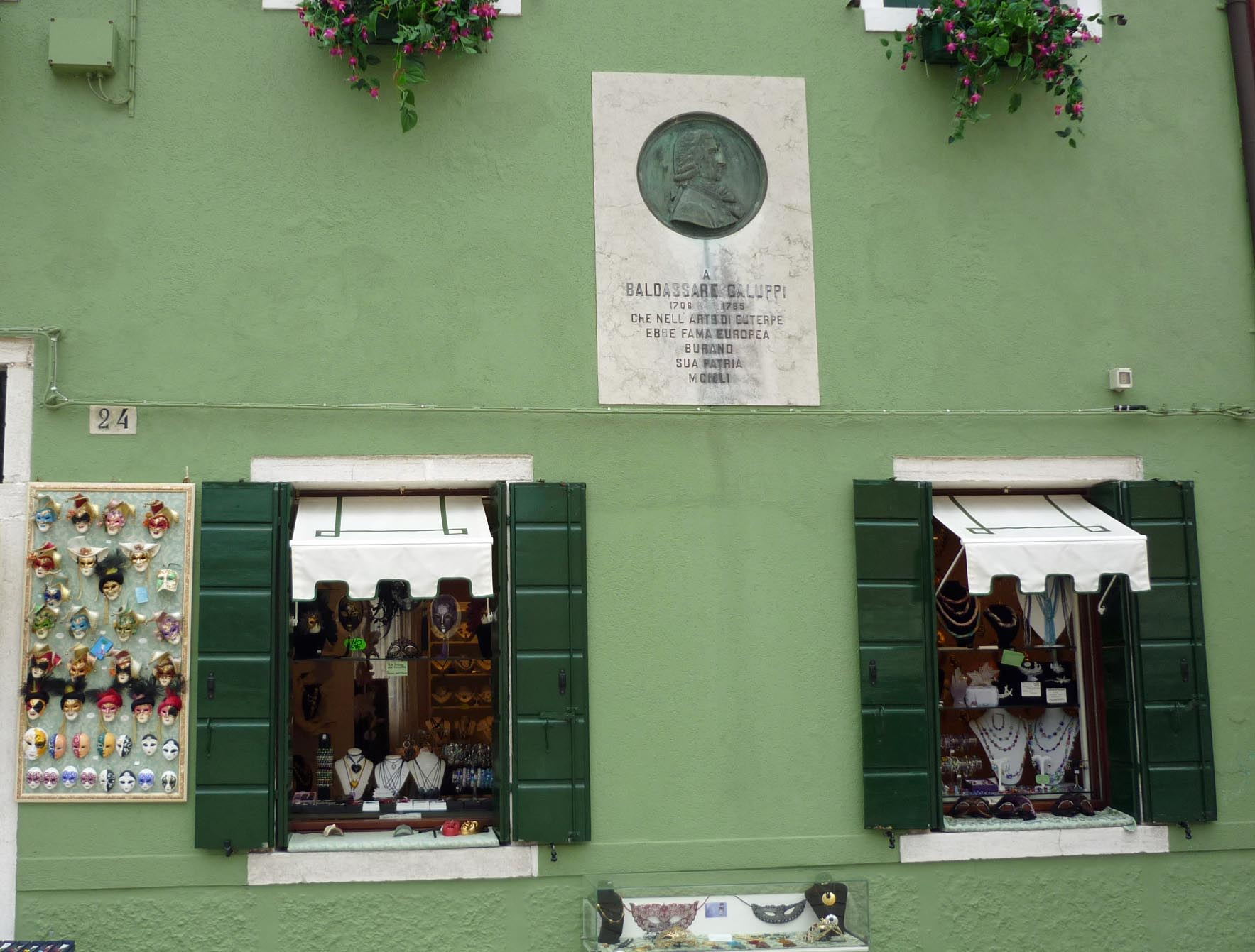
Geburtshaus von Galuppi in Burano

Baldassare Galuppi erhielt vermutlich bei seinem Vater, einem Barbier und Amateurgeiger, eine erste musikalische Ausbildung. Im Alter von 16 Jahren komponierte er seine erste Oper, Gli amici rivali, eine „favola pastorale“, die allerdings komplett durchfiel. Wohl auf Anraten des Komponisten Benedetto Marcello studierte er Kontrapunkt bei Antonio Lotti, dem ersten Organisten von St. Markus in Venedig, wiewohl er nicht, wie weiter von Marcello vorgeschlagen, während der nächsten drei Jahre vom Komponieren von Opern Abstand nahm.
1726 war er engagiert in den venezianischen Theatern San Samuele, Sant’Angelo (dem „Haustheater“ von Vivaldi), und im größten und wichtigsten Theater Venedigs, dem San Giovanni Grisostomo, das sich auf die opera seria konzentrierte. Seine Tätigkeit dort bestand im Einrichten von Opern anderer Komponisten für bestimmte Besetzungen, was auch das Komponieren von Einlegearien einschloss, und im Cembalospiel.
Gli’odi del sangue von 1728, eine opera seria wie fast alle Opern aus Galuppis Frühwerk, deren drei Akte er sich mit seinem Mitstudenten Giovanni Battista Pescetti teilte, hatte einen gewissen Erfolg und ebnete seinen weiteren Weg. In der Karnevalsaison 1737/1738 hatten bereits zwei seiner Opern annähernd gleichzeitig Premiere, Alessandro nell’Indie in Mantua und Issipile in Turin, wobei Galuppi wohl nur bei der Mantuaner Premiere anwesend war. Die von ihm komponierte Musik für das Fest der hl. Maria Magdalena führte zu einer Anstellung von 1740 bis 1751 als „Maestro di coro“ am Ospedale dei Mendicanti, die ihm eine gewisse finanzielle Unabhängigkeit zusicherte.
1740 erschien mit Oronte, re de' Sciti seine erste Oper für die Bühne des San Giovanni Grisostomo. Kurz darauf erhielt er eine Einladung nach London, wo er während eines eineinhalbjährigen Aufenthalts elf Opernaufführungen leitete, darunter vier neue eigene Werke. In London war die Meinung über ihn geteilt: Händel mokierte sich über die einzige Oper, die er gesehen hatte, und nach Walpole war seine Musik „eine Enttäuschung für jedermann“. Dennoch wurden seine Opern gut aufgenommen und weitere Werke von ihm wurden auch nach seinem Londoner Aufenthalt aufgeführt.
Nach seiner Rückkehr nach Italien nahm Galuppi seine Position im Mendicanti wieder auf und fuhr fort, als Cembalist, Komponist und Arrangeur zu arbeiten. Als er Opern von Gaetano Latilla, Rinaldo di Capua und anderen einrichtete, kam er zum ersten Mal mit dem Stil der neapolitanisch-römischen opera buffa in Berührung, die sich allmählich nach Norditalien ausbreitete. Sein erster eigener Versuch mit dem komischen Genre, La forza d’amore nach einem Libretto von Panicelli, war allerdings ein Misserfolg. Dessen ungeachtet machte seine Karriere als seria-Komponist große Fortschritte, seine Opern wurden auch im Ausland häufiger gespielt und besser aufgenommen. Im Mai 1748 erhielt er die wichtige Position des Vize-„Maestro“ der Cappella ducale von S. Marco. Kurz darauf hatte er mit Demetrio einen enormen Erfolg in Wien, der neue Kassenrekorde aufstellte.
Obwohl seine erste Vertonung eines Goldoni-Textes mit der seria Gustavo primo, re di Svezia schon 1740 erfolgte, sollte die Kollaboration, für die Galuppi heute in erster Linie bekannt ist und die für ihn selbst, aber mittelbar auch für die Opera buffa insgesamt stilbildend werden sollte, noch bis 1749 auf sich warten lassen: Ab diesem Zeitpunkt und beginnend mit L’Arcadia in Brenta arbeitete Galuppi mit diesem kongenialen Partner auf dem Gebiet der komischen Oper zusammen. Früchte dieser Zusammenarbeit waren über die nächsten acht Jahre 15 komische Opern, unter anderem Il filosofo di campagna, Il mondo della luna und Le nozze, die überwiegend in den venezianischen Theatern San Samuele und San Moisè Premiere hatten. Diese Werke eroberten Europas Bühnen mit einer Leichtigkeit, die ihresgleichen suchte. Kurze Zeit später war Galuppi der bekannteste Opernkomponist seiner Zeit.
Da sich diese neue Karriere unbeschadet seiner Tätigkeit auf dem Bereich der opera seria entwickelte, musste er seinen Posten am Ospedale dei Mendicanti 1751 wegen Arbeitsüberlastung abgeben. Er schrieb mit Demofoonte sowohl die Madrider Verlobungsoper als auch das Turiner festa teatrale La vittoria di Imeneo, das mehr als zwanzigmal aufgeführt wurde, anlässlich der Hochzeit von Maria Antonietta Ferdinanda von Spanien mit dem piemontesischen Thronerben Vittorio Amadeo. 1762 wurde er „Maestro di cappella“  am Ospedale degl’Incurabili. Er hatte zu dieser Zeit eine dermaßen unumstrittene Position in Venedig inne, dass er ohne Animositäten die wichtigste Position im Musikleben der Stadt einnehmen konnte, die des „Maestro di coro“ im Markusdom.
Im September 1765 folgte Galuppi einer Einladung an den Hof Katharinas der Großen nach Sankt Petersburg. Hierfür komponierte er neben anderen Werken Ifigenia in Tauride und hatte mit einer Aufführung von Didone abbandonata großen Erfolg. Er widmete sich der Kirchenmusik, die nach der Rückkehr nach Venedig 1768 mehr und mehr den Schwerpunkt seiner Arbeit bildete. Seine letzte Oper war das dramma giocoso La serva per livigna von 1773. Dennoch war Galuppi sehr beschäftigt mit seinen sonstigen musikalischen und gesellschaftlichen Tätigkeiten. So wurde er vom zukünftigen Zaren Paul besucht und leitete die musikalischen Ehrungen des Papstes Pius VI. in Venedig. Trotz zunehmender gesundheitlicher Probleme im Jahre 1784 nahm Galuppi  weiterhin seine kompositorischen und musikalischen Pflichten wahr. So komponierte er noch seine jährliche Weihnachtsmesse für den Markusdom,  starb indes schon zu Beginn des Folgejahres,  am 3. Januar 1785.
Charles Burney zählte ihn – nach Niccolò Jommelli und vor Niccolò Piccinni und Antonio Sacchini – zu den inspiriertesten venezianischen Komponisten: Der Musikhistoriker empfand Galuppi anlässlich eines Besuches vom Jahre 1770 als   charmant und geistreich, nannte ihm gegenüber sein eigenes Arbeitszimmer  den „Raum, in dem ich Papier beschmutze“. Den Komponisten beschrieb er als „von Figur klein und dünn, aber er hat das Äußere eines Gentleman“, und war beeindruckt davon, dass dessen hervorragender Ruf in Venedig ebenso auf seinem Charakter wie auf seinen öffentlichen Fähigkeiten als Musiker begründet zu sein schien. „Ein überaus exzellenter Komponist“ war die Einschätzung Johann Adolph Hasses in einem Brief an Pietro Metastasio, und sein langjähriger Partner Goldoni ehrte ihn mit folgender Widmung: „Welche Musik! Welcher Stil! Welche Meisterwerke!“

## Werk

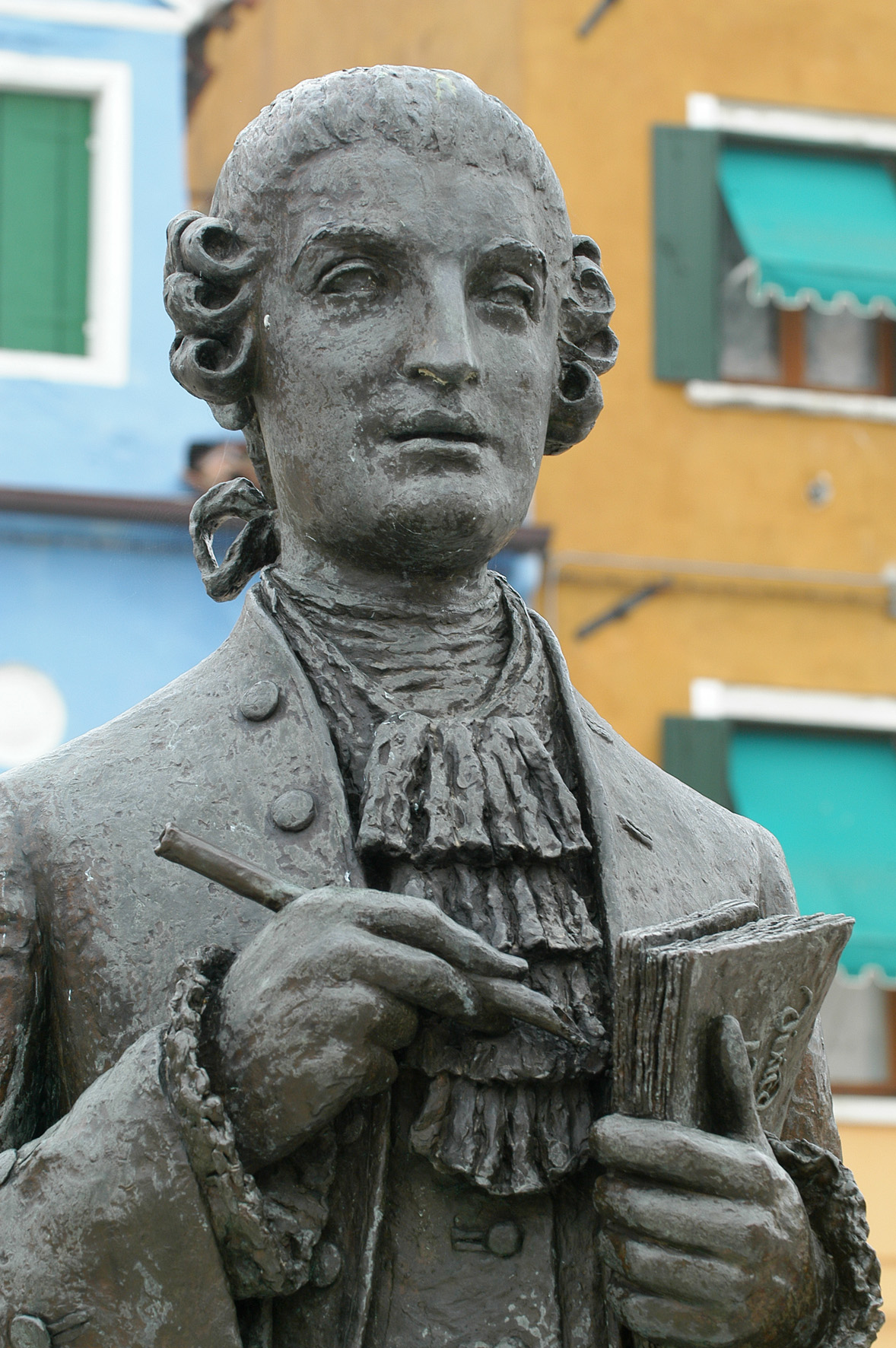
Galuppi-Denkmal auf Burano

Galuppis musikhistorisches Hauptverdienst liegt in den Impulsen begründet, die er, gemeinsam mit Goldoni, der opera buffa geben konnte. Das beste Beispiel dieser Zusammenarbeit ist das „ensemble finale“, welches Galuppi und Goldoni zu einer neuen, durchkomponierten Form entwickelten, die stilbildend für die gesamte opera buffa ab dieser Zeit bis hin zu Haydn, Mozart, Rossini und vielen anderen werden sollte. Goldonis komische, mit Wortspielen gewürzte und zuweilen sentimentale Texte finden in Galuppis eleganten, mühelosen Melodien ihr gleichwertiges Echo, dessen rhythmischer Instinkt das Seinige zum Witz von Goldonis Versen beiträgt. Zahlreiche Kontraste in Tempo, Tonart und Taktart spiegeln die vielfältigen, überraschenden Winkelzüge der Handlung und die Facetten der Emotionen innerhalb einer musikalischen „Nummer“ wider, ohne hierfür auf das Rezitativ zurückzugreifen, wie damals üblich. Form, Melodik und Harmonik ordnen sich hier eindeutig dem Vorwärtsdrang der Handlung unter.
Obwohl Galuppi also, teilweise zu Recht, aus heutiger Sicht mit der opera buffa assoziiert wird, trugen zu seinen Lebzeiten seine opere serie mindestens genauso viel zu seinem Ruhm bei, was sicher auch darin begründet war, dass Venedig seit Monteverdis Zeiten eher ein Zentrum der seria darstellte und die opera buffa neapolitanischer Prägung sich hier erst etablieren musste. Trotz des enormen Erfolgs der Goldoni-Opern, die ganz Europa im Sturm eroberten, wurden Galuppis ernste Opern zu seinen Lebzeiten öfter aufgeführt, so wie sie auch numerisch in seinem Schaffen deutlich dominieren; unter einer Gesamtzahl von rund hundert Opern befinden sich nur 21 komische Werke. Waren seine frühen Opern dieses Typs noch ganz auf die Da-capo-Arie abgestellt, mit ihren für die Zeit typischen Erweiterungen und Abwandlungen – als AABAA-, AA’BAA’- oder ABCAB-Formen und mit Metrum- und Tempoänderungen für die mittleren Teile –, so wurde sein Stil später innovativer.
Generell steht Galuppi klar in der italienischen Tradition der in erster Linie der charmanten, einfachen und schönen Melodie verpflichteten Musik, mit einer klaren, durchsichtigen Begleitung, die genügend Raum für Virtuosität und Emotion lässt. Im Gespräch mit Burney benannte er die wichtigsten Elemente guter Musik als „vaghezza, chiarezza e buona modulazione“ (‚Anmut, Klarheit und schöner Tonfall‘). Seine oft überraschenden musikalischen Ideen charakterisieren wirkungsvoll Personen und Situationen und eröffnen zuweilen neue Perspektiven, ordnen sich aber immer der Aussage der Textvorlage unter.
Galuppi, als Dirigent und Arrangeur ein absoluter Theaterpraktiker, war ein Meister des dramatisch zweckmäßigen Einsatzes des Orchesters, dessen Hauptmerkmale motivische und thematische Verzahnung mit der Singstimme sind, gepaart mit einem klaren Orchestersatz, der genügend Raum für das Ensemble auf der Bühne lässt. Das Orchester des Markusdoms, das er lange Zeit leitete, galt als das beste Italiens. Desgleichen galt ein Hauptaugenmerk seiner kompositorischen Tätigkeit, schon seit seinen frühesten Jahren, dem Einrichten und Anpassen von Arien und Gesangspartien für bestimmte Sänger, eine Praxis, die aus dem damaligen italienischen Theaterleben nicht wegzudenken ist. Galuppi hatte, auch dank seiner Stellung in Venedig, einer der „Hauptstädte“ der italienischen Oper, Gelegenheit, mit den berühmtesten Sängern seiner Zeit, wie Caffarelli, Gioacchino Conti, Caterina Gabrielli, Gaetano Guadagni, Angelo Amorevoli und Giovanni Manzuoli zusammenzuarbeiten.
Obwohl Galuppi nur im Opern-Metier musikhistorische Bedeutung erlangte, ist auch sein Werk für besaitete Tasteninstrumente beachtenswert. Es sind meist eher kleine Stücke, die sich zwischen Scarlatti und Haydn einordnen lassen. Diese durchaus anspruchsvollen Sonaten und Divertimenti zeigen eigenständigen Charakter und vermeiden die allzu kurzatmige Melodieführung, wie sie in der Frühklassik beispielsweise für Cimarosa und den jüngeren Haydn typisch ist. Ebenso komponierte er zahlreiche Instrumentalwerke.